# Inschrift des Ninetjer (BM EA 35556)

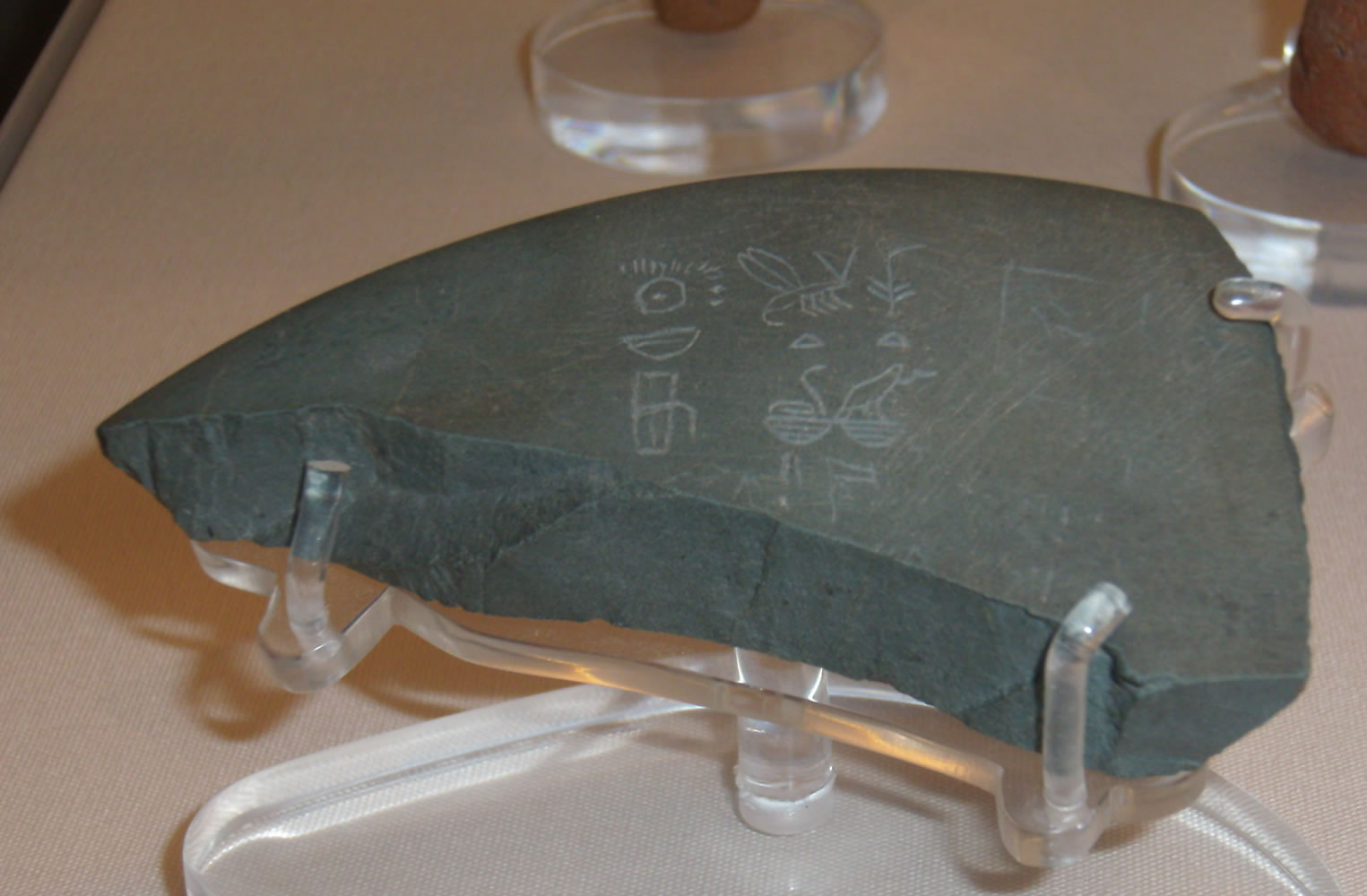
Fragment BM EA 35556

Detailansicht vom Thronnamen des Ninetjer

Die Inschrift des Ninetjer (BM EA 35556), als archäologisches Fundstück auch Vulkansteinfragment BM EA 35556 genannt, wurde im Grab des altägyptischen Königs (Pharao) Peribsen in der Nekropole Umm el-Qaab nahe Abydos entdeckt. Das Objekt ist mit der Inventarbezeichnung BM EA 35556 im Britischen Museum zu London ausgestellt.
Die in Umm el-Qaab liegenden Gräber gehören den Königen (Pharaonen) der ausgehenden prädynastischen Zeit und den Königen der 1., sowie zwei Herrschern der 2. Dynastie. Das Fundstück regte den Ägyptologen Jochem Kahl dazu an, die Inschrift auf dem Artefakt genauer zu untersuchen, was zu einer überraschenden Entdeckung und zu nachfolgenden Thesen führte. So konnte er zwei umstrittene Herrschernamen miteinander verknüpfen und noch heute anhaltenden Rekonstruktionsversuchen bezüglich der 2. Dynastie neuen Aufschwung geben. Seine Darlegungen finden zunehmend positiven Zuspruch innerhalb der Forschung.

## Beschreibung

### Material
Das Schalenfragment wurde bei den Ausgrabungen von Flinders Petrie in den Jahren 1899 bis 1901 in Abydos im Königsgrab des Peribsen gefunden und von ihm in seinem Ausgrabungsbericht im Jahr 1901 mit einem Foto publiziert. Das Objekt kam im Jahr 1901 als Geschenk des Egypt Explorations Funds in das Britische Museum. Es ist 9,5 cm lang und 5 cm breit und besteht aus poliertem Vulkangestein von dunkel-graubrauner Farbe.

### Inschrift
Die Inschrift wurde eingeritzt und nimmt fast die gesamte Fragmentoberfläche ein. In der Mitte der Inschrift findet sich heute lesbar der Nesutbiti-Nebti-Name des Ninetjer, dem dritten Herrscher der 2. Dynastie. Die Hieroglyphen, mit denen Ninetjers Name geschrieben wird, sind der Darstellung des Palastes Hut-sa-ha des Vorgängerkönigs Nebre auf der rechten Seite zugewandt und somit spiegelverkehrt. Die Darstellung des Palastes und der Name des Nebre weisen partielle Zerstörungen durch Abrieb auf. Links sieht man die Worte Ia-ra-neb („Waschung jeden Tag“). Schon Petrie bemerkte, dass die Inschrift ursprünglich zu König Nebre gehörte, dann aber für König Ninetjer umgearbeitet wurde.
Dass ägyptische Herrscher der Frühzeit den Thronnamen von Vorgängern überschreiben ließen, war allerdings nichts Ungewöhnliches und beschränkte sich vornehmlich auf Gefäße mit Sedfest-Inschriften und Götterdarstellungen. Außerdem ist diese Vorgehensweise seit König Anedjib (1. Dynastie) bezeugt und hat somit eine lange Tradition.

## Untersuchung der Inschrift und Schlussfolgerungen

Inschrift des Ninetjer (nach Maria Engel)

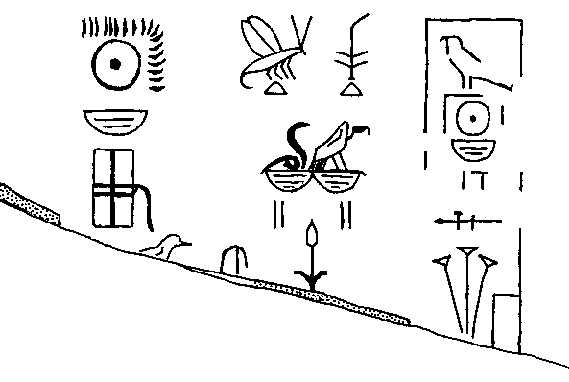
Rekonstruktion nach Jochem Kahl

2007 untersuchte Jochem Kahl die Inschrift und bemerkte bislang offenbar unentdeckte Spuren einer „Rasur“, der ursprüngliche Thronname eines Herrschers war weggekratzt und von dem Nachfolgerkönig Ninetjer überschrieben worden. Der Thronname Ninetjers besteht aus den beiden Hieroglyphen aus der Gardiner-Liste R8 (eine Götterfahne) und N35 (eine gezackte Wasserlinie), die Götterfahne steht über der Wasserlinie. Auf dem fraglichen Fragment sind deutlich vier gerade Striche zu erkennen, die jeweils zu zweit links und rechts des Götterfahnenzeichens stehen. Sie sind direkt unter den Körben des Zwei-Herrinnen-Wappens positioniert. Unter dem ausgestreckten Fahnenblatt des Zeichens R8 ist ein schwach abgerundetes Dreieck zu erkennen, das nicht zum Namen des Ninetjers gehört. Aus dem Arrangement vier Striche + Dreieck rekonstruiert Kahl das Namensideogramm des Königs Weneg (auch Wenegnebti gelesen), da nachweislich kein anderer Herrscher der 2. Dynastie (oder davor) einen Thronnamen mit solchen Strichen benutzte. Das „Dreieck“ lässt sich der geheimnisvollen Weneg-Blume zuordnen, sie wird als stramm aufrechter Stängel mit zwei spitzen Blättern nahe der Stielbasis und mit geschlossener, spitz zulaufender Lotos-Knospe dargestellt.

### Frühere Interpretationen
In der Vergangenheit wurde der Horusname des Nebre bevorzugt mit dem Geburtsnamen Nisut-bitj Nubnefer verknüpft, was allerdings nie unwidersprochen blieb. Der Grund für die frühere Darlegung war der ramessidische Kartuschenname Wadjenes, der in den königlichen Ahnenlisten als direkter Nachfolger des Ninetjer präsentiert wird. Da keiner der bislang archäologisch nachgewiesenen Horusnamen mit dem Namen „Wadjenes“ verknüpft werden konnte, ging man davon aus, dass er auf einer Verschreibung zurückzuführen sein müsse. Als Urheber bot sich der Name „Weneg“ an, da die Weneg-Blume in der kursiv ausgeführten hieratischen Schrift sehr dem Gardiner-Sonderzeichen M13B (Papyrusstängel mit zwei Blättern an der Basis) ähnelt. Ramessidische Schreiber hätten daher den Namen „Weneg-Nebti“ als „Wadjenes“ fehlgedeutet. Für den Namen „Nubnefer“ bot sich – behelfsmäßig – König Nebre an, da man ein passendes Gegenstück zum ramessidischen Kartuschennamen Kakau suchte. Dieser wiederum wird in den Ahnenlisten als direkter Vorgänger von Ninetjer präsentiert, ist somit eigentlich mit Nebre zu verknüpfen. Daher glaubte man lange Zeit, „Kakau“ sei eine Verlesung von „Nubnefer“.
Der Name Nubnefer ist nur durch zwei Schieferfragmente belegt, die aus dem Djoser-Komplex in Sakkara stammen und ein Gebäude namens Menti-Anch nennen, das nachweislich erst unter Ninetjer gegründet wurde. Nubnefer kann daher einerseits nur parallel zu Ninetjer oder andererseits nur nach ihm regiert haben. Eine sichere Zuweisung von Nubnefers Thronnamen kann Kahl nicht vornehmen und verweist auf eine mögliche Verbindung mit König Sa, die er aber selbst mit einem „?“ bewertet.

### Gleichsetzung von König Weneg mit König Nebre

Gefäßinschrift des Königs Weneg

Jochem Kahl identifiziert Weneg mit dem zeitgenössisch belegten und vieldiskutierten Horusnamen „Nebre“. Er sieht dabei das Vulkansteinfragment BM EA 35556 und dessen Gefäßgravur als „Schlüssel“ bezüglich der Lösung im Zusammenhang mit der Gleichsetzung von „Nebre“ und „Weneg“. Beide Namen standen seiner Darlegung zufolge ursprünglich nebeneinander auf dem Fragment, sind aber später überschrieben worden. Er vermutet, dass die bereits vorhandene Hieroglyphe der „Weneg-Blume“ weggeschliffen und mit den Zeichen für den Namen „Ninetjer“ überschrieben werden sollte. Daraus schließt Kahl eine Gleichsetzung der Namen „Weneg“ und „Nebre“. Die Gründe, warum auch der Horusname des Nebre eventuell getilgt werden sollte, bleiben bislang unklar. Kahl weist jedoch darauf hin, dass mindestens vier der Namen des Weneg „auf Rasur“ angebracht wurden, Weneg ließ demnach selbst den Namen seiner Vorgänger überschreiben. Als weiteres Argument beruft er sich auf die Annahme, dass der Name des Hor-Nebre als „Raneb“ (zu deutsch „Re ist mein Herr“) zu lesen sei und eine gleichnamige Gottheit Weneg in der 6. Dynastie als „Sohn des Re“ verehrt wurde. Da er daraus eine Gemeinsamkeit hinsichtlich eines unter Nebre beginnenden Sonnenkultes ableitet, verknüpft er die Namen „Raneb“ und „Weneg“ miteinander. Als drittes Argument für eine Gleichsetzung der Namen „Nebre“ und „Weneg“ führt Kahl den sogenannten „Goldnamen“ an, der in archaischer Form schon in der 1. Dynastie erscheint und in späterer Zeit als Ehrentitel für Ra verwendet wurde. Kahl nimmt deshalb an, dass Ra schon in der 1. Dynastie eine prominente Gottheit gewesen sein müsse.
Kahls Gleichsetzung der Namen „Nebre“ und „Weneg“ wird zwischenzeitlich von einem Großteil der Ägyptologie begrüßt.
Die Theorien zur frühdynastischen Existenz eines Sonnengottes „Re“ werden allerdings weiterhin mit Skepsis betrachtet. Der Grund hierfür ist die Feststellung, dass die Sonne während der frühdynastischen Epoche noch nicht so sehr im Zentrum religiöser Anbetung stand. Vom Ende der Prädynastischen Epoche bis zum Beginn des Alten Reiches konzentrierte sich der Staatsglaube der Ägypter auf die Wahrung der dualistischen Gleichstellung der beiden obersten Staatsgottheiten Horus und Seth. Die Sonne galt zu dieser Zeit noch als Himmelskörper, der von Horus kontrolliert wurde und lediglich ein Teil von ihm war. Als wichtiges Indiz für diese Erkenntnis führen unter anderem Winfried Barta und Stephen Quirke an, dass der Name „Re“ für die Sonnengottheit erst nach und nach als Bestandteil von privaten Personennamen mit Beginn der 3. Dynastie unter König Djoser in Erscheinung tritt (so bei dem hohen Beamten Hesire) und erst Mitte der 4. Dynastie unter König Djedefre in den Fokus religiöser Kulte rückt. Erst zu diesem Zeitpunkt erlangt Re endgültig eigenständigen Status als fest etablierte Gottheit. So ist Djedefre der erste König, der seinen Geburtsnamen speziell dem Sonnengott Re widmet. Der Horusname von König Nebre mag daher lediglich auf erste Veränderungen im kosmologischen Denken hinweisen, welche die zunehmende Anbetung der Sonne förderten. Eine weitere Förderung des Sonnenkultes mag Ägypten unter Seth-Peribsen erfahren haben. Jochem Kahl verweist auf mehrere Tonsiegelabdrücke, die das Seth-Tier zusammen mit der Sonnenscheibe über dem Serech des Königs zeigen. Die Sonne galt nun als Himmelskörper, der von Seth beherrscht wurde. Die Sonne wurde also bis zur Herrschaft von König Djoser als ein bloßes, von den beiden Staatsgöttern beherrschtes Tagesgestirn ohne eigene Persönlichkeit angesehen. Aus diesem Grund wäre eine Lesung als „Raneb“ (zu dt. „Re ist mein Herr“) irreführend. In der Ägyptologie hat sich daher die Lesung „Neb-Re“ oder „Neb-Ra“ (zu dt. „Herr über die Sonne“) durchgesetzt. Ben Suelzle weist zusätzlich darauf hin, dass der Titel „Der Goldene“ als Ehrenanrede auch für andere Gottheiten Verwendung fand, wie zum Beispiel für Horus unter König Qaa (1. Dynastie), wo Horus als „Goldener der Götterschaft“ betitelt wird. Oder für die Kronengöttinnen Nechbet und Wadjet unter König Chasechemui (dessen Nebtiname lautete „Krönung der beiden Mächte der Beiden Herrinnen, ihr Leib ist von Gold“). Als drittes Beispiel führt Suelzle den Gott Seth an, der unter König Peribsen ebenfalls als „Der Goldene“ bezeichnet wurde. „Der Goldene“ konnte daher quasi für praktisch jede Gottheit Ägyptens stehen. Ein Goldname sei daher kein zwingendes Indiz für eine Verehrung eines „Sonnengottes Re“ in den frühdynastischen Epochen, zumal die Könige sich selbst stets als Repräsentanten des Horus und des Seth betrachteten, nicht etwa des Re.

## Vorschläge zu einer neuen Herrscherchronologie
Mit den bisherigen Ergebnissen aus der Auswertung der Fragmentinschrift schlägt Jochem Kahl gleichzeitig eine neue Herrscherchronologie vor. Da Weneg fast sicher König Nebre zuzuordnen ist, reduziert sich die Anzahl zeitgenössisch nachweisbarer Herrscher nach Ninetjer. Die Thronfolge der 2. Dynastie präsentiert sich gemäß Kahl wie folgt:
Alte Chronologie (nach Jürgen von Beckerath):
| Gräzisierte Namensform (bis Hudjefa I.) | Horus-, Thron- oder Kartuschenname |
| --------------------------------------- | ---------------------------------- |
| Boẽthos                                 | Hor-hetep-sechemui                 |
| Kẽchoos                                 | Hor-neb-Re                         |
| Binothris                               | Hor-Ni-netjer                      |
| Outlas/Tlas                             | Nisut-bitj-Nebti Weneg             |
| Sethenes                                | Hor-Sechem-ib                      |
| Nephercheres                            | Neferkare I.                       |
| Sesochris                               | Nefer-ka-sokar                     |
| Hudjefa I.                              | ?                                  |
| Peribsen                                | Seth-Per-ib-sen                    |
| Chasechemui                             | Hor-Seth-Cha-sechemui              |

Hier sei anzumerken, dass J. v. Beckerath König Peribsen als Gegenkönig zu Neferkare, Neferkasokar und Hudjefa I. betrachtet, obgleich dies umstritten ist.
Alte Chronologie (nach J. Vercoutter):
| R4 · S42 · S42 |

| R4 · S42 · S42 |

| M23 · X1 | L2 · X1 | G16 | R4 |

| M23 · X1 | L2 · X1 | G16 | R4 |

| N5 · V30 |

| N5 · V30 |

| M23 · X1 | L2 · X1 | S12 · F35 |

| M23 · X1 | L2 · X1 | S12 · F35 |

| R8 · N35 |

| R8 · N35 |

| M23 · X1 | L2 · X1 | G16 | R8 · N35 |

| M23 · X1 | L2 · X1 | G16 | R8 · N35 |

| M23 · X1 | L2 · X1 | G16 |

| M23 · X1 | L2 · X1 | G16 |

| M23 · X1 | L2 · X1 | G16 |

| M23 · X1 | L2 · X1 | G16 |

| S29 | N35 · D46 |

| S29 | N35 · D46 |

| M23 · X1 | L2 · X1 | G16 | S29 | N35 · D46 |

| M23 · X1 | L2 · X1 | G16 | S29 | N35 · D46 |

| S29 | S42 | F34 · O1 · N35 | U4 · X1 |

| S29 | S42 | F34 · O1 · N35 | U4 · X1 |

| M23 · X1 | L2 · X1 | G16 | S29 | S42 | F34 · O1 · N35 | U4 · X1 |

| M23 · X1 | L2 · X1 | G16 | S29 | S42 | F34 · O1 · N35 | U4 · X1 |

| O1 · F34 · n | S29 |

| O1 · F34 · n | S29 |

| M23 · X1 | L2 · X1 | G16 | O1 · F34 · n | S29 |

| M23 · X1 | L2 · X1 | G16 | O1 · F34 · n | S29 |

| N28 · S42 · S42 |

| N28 · S42 · S42 |

| M23 · X1 | L2 · X1 | G16 | N28 · S42 · S42 | G7 | G7 | R4 · Z11 · I9 |

| M23 · X1 | L2 · X1 | G16 | N28 · S42 · S42 | G7 | G7 | R4 · Z11 · I9 |

Hier sei anzumerken, dass J. Vercoutter die Könige Sechemib und Peribsen voneinander trennt, obwohl dies umstritten ist.
Neue Chronologie (nach J. Kahl):
| R4 · S42 · S42 |

| R4 · S42 · S42 |

| M23 · X1 | L2 · X1 | G16 | R4 |

| M23 · X1 | L2 · X1 | G16 | R4 |

| N5 · V30 |

| N5 · V30 |

| M23 · X1 | L2 · X1 | G16 |

| M23 · X1 | L2 · X1 | G16 |

| M23 · X1 | L2 · X1 | G16 |

| M23 · X1 | L2 · X1 | G16 |

| R8 · N35 |

| R8 · N35 |

| M23 · X1 | L2 · X1 | G16 | R8 · N35 |

| M23 · X1 | L2 · X1 | G16 | R8 · N35 |

| V16 |

| V16 |

| M23 · X1 | L2 · X1 | G16 | S12 · F35 |

| M23 · X1 | L2 · X1 | G16 | S12 · F35 |

| V16 |

| V16 |

| M23 · X1 | L2 · X1 | G16 | S29 | N35 · D46 |

| M23 · X1 | L2 · X1 | G16 | S29 | N35 · D46 |

| S29 | S42 | F34 · O1 · N35 | U4 · X1 |

| S29 | S42 | F34 · O1 · N35 | U4 · X1 |

| M23 · X1 | L2 · X1 | G16 | S29 | S42 | F34 · O1 · N35 | U4 · X1 |

| M23 · X1 | L2 · X1 | G16 | S29 | S42 | F34 · O1 · N35 | U4 · X1 |

| O1 · F34 · n | S29 |

| O1 · F34 · n | S29 |

| M23 · X1 | L2 · X1 | G16 | O1 · F34 · n | S29 |

| M23 · X1 | L2 · X1 | G16 | O1 · F34 · n | S29 |

| N28 · S42 · S42 |

| N28 · S42 · S42 |

| M23 · X1 | L2 · X1 | G16 | N28 · S42 · S42 | G7 | G7 | R4 · Z11 · I9 |

| M23 · X1 | L2 · X1 | G16 | N28 · S42 · S42 | G7 | G7 | R4 · Z11 · I9 |

Dabei sei anzumerken, dass Kahl die Könige Sechemib und Peribsen miteinander gleichsetzt, obwohl auch dies umstritten ist.